# Kazimierz Bentke
Kazimierz Bentke (ur. 22 lutego 1932 w Bruszczewie, zm. 13 lipca 2019 w Düsseldorfie) – polski żużlowiec.

## Życiorys
Wychowanek klubu Unia Leszno. Przygodę z żużlem zaczynał na maszynach przystosowanych w Poznańskiej Lidze Okręgowej w 1950 roku w barwach Unii II Leszno. W 1951 roku był już podstawowym zawodnikiem Unii Leszno. W klubie tym jeździł w latach 1951–1953, 1960, 1962-1969. Swój debiut ligowy zaliczył 01.07.1951 podczas spotkania Rybnika z Lesznem. K.Bentke zaliczył upadek w tym spotkaniu. Na czas służby wojskowej jeździł w CWKS Wrocław i CWKS Warszawa (1954-1955). W latach 1956–1959 występował w drugoligowej Ostrovi Ostrów. W 1959 roku Ostrovia zawiesiła swoją działalność, w związku z czym Bentke wrócił do Unii Leszno. W 1961 roku dostał pozwolenie na występy w angielskim zespole Coventry Bees.
W 1962 roku ponownie powrócił do Unii Leszno. Ostatnim spotkaniem Bentkego z cyklu Drużynowych Mistrzostw Polski był baraż Leszna z Częstochową, który odbył się 02.11.1969 roku w Opolu. Kazimierz Bentke zdobył w tym meczu 9 punktów.
W 1969 wyemigrował do Niemiec, gdzie dalej uprawiał dyscyplinę sportu żużlowego.
Czterokrotny medalista Drużynowych Mistrzostw Polski – trzykrotnie złoty (1951-1953) oraz jednokrotnie brązowy (1962). Wszystkie medale zdobyte z drużyną Unii Leszno.
Największym jego sukcesem indywidualnym był awans do Finału Europejskiego Indywidualnych Mistrzostw Świata w 1961 roku gdzie niestety nie wystartował. W sumie pięciokrotnie startował w eliminacjach kontynentalnych.
Na szczeblu krajowym największym indywidualnym sukcesem było piąte miejsce w Indywidualnych Mistrzostwach Polski w 1966 roku w Rybniku.
Kazimierz Bentke był trzykrotnym finalistą Złotego Kasku. Najlepszą pozycję zajął w 1964 roku gdzie był ósmy. Jedenastokrotnie występował w finale Memoriału Alfreda Smoczyka. Zdobył w tym turnieju sześć medali, pięć srebrnych (1959, 1963–1965, 1967) i jeden brązowy (1968). Raz wystąpił w finale Pucharu ROW w 1963 roku gdzie zajął czwarte miejsce. Trzykrotnie występował w finale Criterium Asów, a najlepsze miejsce osiągnął w 1957 roku kiedy to był 9.

## Osiągnięcia

### Indywidualne mistrzostwa świata na żużlu
| Sezon | Miasto              | Ranga                     | Miejsce         | Punkty      |
| ----- | ------------------- | ------------------------- | --------------- | ----------- |
| 1959  | Ostrów Wielkopolski | Ćwierćfinał Kontynentalny | 11              | 6           |
| 1960  | Slaný               | Półfinał Kontynentalny    | 13              | brak danych |
| 1961  | Wiedeń              | Finał Europejski          | Nie wystartował | –           |
| 1962  | Ostrawa             | Ćwierćfinał Kontynentalny | 16              | 1           |
| 1964  | Warszawa            | Półfinał Kontynentalny    | 9               | Brak Danych |

### Drużynowe Mistrzostwa Polski– Sezon Zasadniczy
| Sezon | Klub            | Miejsce | Liga         | Średnia/bg | Średnia/mc | Pkt      | Bonusy | Razem    | Komplety | Biegi | Mecze |
| ----- | --------------- | ------- | ------------ | ---------- | ---------- | -------- | ------ | -------- | -------- | ----- | ----- |
| 1951  | Unia Leszno     |         | I Liga       | 1.053      | b.d.       | b.d.     | b.d.   | b.d.     | b.d.     | b.d.  | b.d.  |
| 1952  | Unia Leszno     |         | I Liga       | 1.333      | b.d.       | b.d.     | b.d.   | b.d.     | b.d.     | b.d.  | b.d.  |
| 1953  | Unia Leszno     |         | I Liga       | 1.583      | b.d.       | b.d.     | b.d.   | b.d.     | b.d.     | b.d.  | b.d.  |
| 1954  | CWKS Wrocław    | 6       | I Liga       | 1.125      | b.d.       | b.d.     | b.d.   | b.d.     | b.d.     | b.d.  | b.d.  |
| 1955  | CWKS Warszawa   | 6       | I Liga       | 1.370      | b.d.       | b.d.     | b.d.   | b.d.     | b.d.     | b.d.  | b.d.  |
| 1956  | Ostrovia Ostrów | 2       | II Liga Płd. | 2.531      | b.d.       | b.d.     | b.d.   | b.d.     | b.d.     | b.d.  | b.d.  |
| 1957  | Ostrovia Ostrów | 6       | II Liga      | 2.532      | b.d.       | b.d.     | b.d.   | b.d.     | b.d.     | b.d.  | b.d.  |
| 1958  | Ostrovia Ostrów | 4       | II Liga      | 2.418      | b.d.       | b.d.     | b.d.   | b.d.     | b.d.     | b.d.  | b.d.  |
| 1959  | Ostrovia Ostrów | 7       | II Liga      | 2.369      | b.d.       | b.d.     | b.d.   | b.d.     | b.d.     | b.d.  | b.d.  |
| 1960  | Unia Leszno     | 6       | I Liga       | 2.257      | b.d.       | b.d.     | b.d.   | b.d.     | b.d.     | b.d.  | b.d.  |
| 1962  | Unia Leszno     |         | I Liga       | 1.655      | b.d.       | b.d.     | b.d.   | b.d.     | b.d.     | b.d.  | b.d.  |
| 1963  | Unia Leszno     | 4       | I Liga       | 1,965 (19) | 8,385 (13) | 109 (17) | 3      | 112 (17) | 1        | 57    | 13    |
| 1964  | Unia Leszno     | 8       | I Liga       | 2,034 (19) | 9,500 (10) | 114 (10) | 4      | 118 (13) | 1        | 58    | 12    |
| 1965  | Unia Leszno     | 6       | II Liga      | 2.066      | b.d.       | b.d.     | b.d.   | b.d.     | b.d.     | b.d.  | b.d.  |
| 1966  | Unia Leszno     | 1       | II Liga      | 2.423      | b.d.       | b.d.     | b.d.   | b.d.     | b.d.     | b.d.  | b.d.  |
| 1967  | Unia Leszno     | 2       | II Liga      | 2.169      | b.d.       | b.d.     | b.d.   | b.d.     | b.d.     | b.d.  | b.d.  |
| 1968  | Unia Leszno     | 2       | II Liga      | 2.136      | b.d.       | b.d.     | b.d.   | b.d.     | b.d.     | b.d.  | b.d.  |
| 1969  | Unia Leszno     | 2       | II Liga      | 2.140      | b.d.       | b.d.     | b.d.   | b.d.     | b.d.     | b.d.  | b.d.  |

W nawiasie miejsce w danej kategorii (śr/m oraz śr/b – przy założeniu, że zawodnik odjechał minimum 50% spotkań w danym sezonie)

### Indywidualne Mistrzostwa Polski na Żużlu
- - 1955 – 11. miejsce – 16 pkt → wyniki[7]
  - 1956 – 13. miejsce – 12 pkt → wyniki[8]
  - 1958 – Rybnik – 7. miejsce – 9 pkt → wyniki[9]
  - 1959 – Rybnik – 14. miejsce – 3 pkt → wyniki[10]
  - 1960 – Rybnik – 8. miejsce – 6 pkt → wyniki[11]
  - 1963 – Rybnik – 11. miejsce – 6 pkt → wyniki[12]
  - 1966 – Rybnik – 5. miejsce – 10 pkt → wyniki[13]

### Turniej o Złoty Kask
- - 1962 – 11. miejsce – 36 pkt → wyniki
  - 1964 – 8. miejsce – 34 pkt → wyniki
  - 1967 – 14. miejsce – 35 pkt → wyniki

### Memoriał Alfreda Smoczyka
- - 1955 – Leszno – 10. miejsce – 6 pkt → wyniki
  - 1956 – Leszno – 11. miejsce – 5 pkt → wyniki
  - 1958 – Leszno – 4. miejsce – 9 pkt → wyniki
  - 1959 – Leszno – 2. miejsce  – 8 pkt → wyniki
  - 1960 – Leszno – 11. miejsce – 3 pkt → wyniki
  - 1963 – Leszno – 2. miejsce  – 10 pkt → wyniki
  - 1964 – Leszno – 2. miejsce  – 11 pkt → wyniki
  - 1965 – Leszno – 2. miejsce  – 11 + 2 pkt → wyniki
  - 1966 – Leszno – 5. miejsce – 7 pkt → wyniki
  - 1967 – Leszno – 2. miejsce  – 10 pkt → wyniki
  - 1968 – Leszno – 3. miejsce  – 8 pkt → wyniki

### Puchar ROW
- - 1963 – Rybnik – 4. miejsce – 7 pkt → wyniki

### Criterium Asów
- - 1955 – Bydgoszcz – 14. miejsce – 3 pkt → wyniki
  - 1957 – Bydgoszcz – 9. miejsce – 8 pkt → wyniki
  - 1958 – Bydgoszcz – 16. miejsce – b.d. → wyniki